# فريدي سودربرغ
فريدي سودربرغ (بالسويدية: Freddy Söderberg)‏ (8 نوفمبر 1984 في السويد - ) هو لاعب كرة قدم سويدي في مركز الهجوم. لعب مع نادي أوسترس ونادي هاماربي لكرة القدم وMyresjö/Vetlanda FK ‏ وHammarby Talang FF ‏ ونادي فارنامو وHammarby IF ‏.

## وصلات خارجية
- فريدي سودربرغ على موقع اتحاد السويد (السويدية)
- فريدي سودربرغ على موقع قاعدة بيانات كرة القدم.إي يو (الإنجليزية)
- فريدي سودربرغ على موقع Soccerway.com (الإنجليزية)